# Rivista (militare)

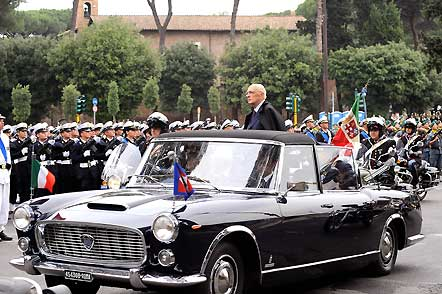
L'allora presidente della Repubblica Giorgio Napolitano mentre passa in rassegna le formazioni schierate per la rivista militare sulla Lancia Flaminia presidenziale durante la Festa della Repubblica Italiana del 2 giugno 2008

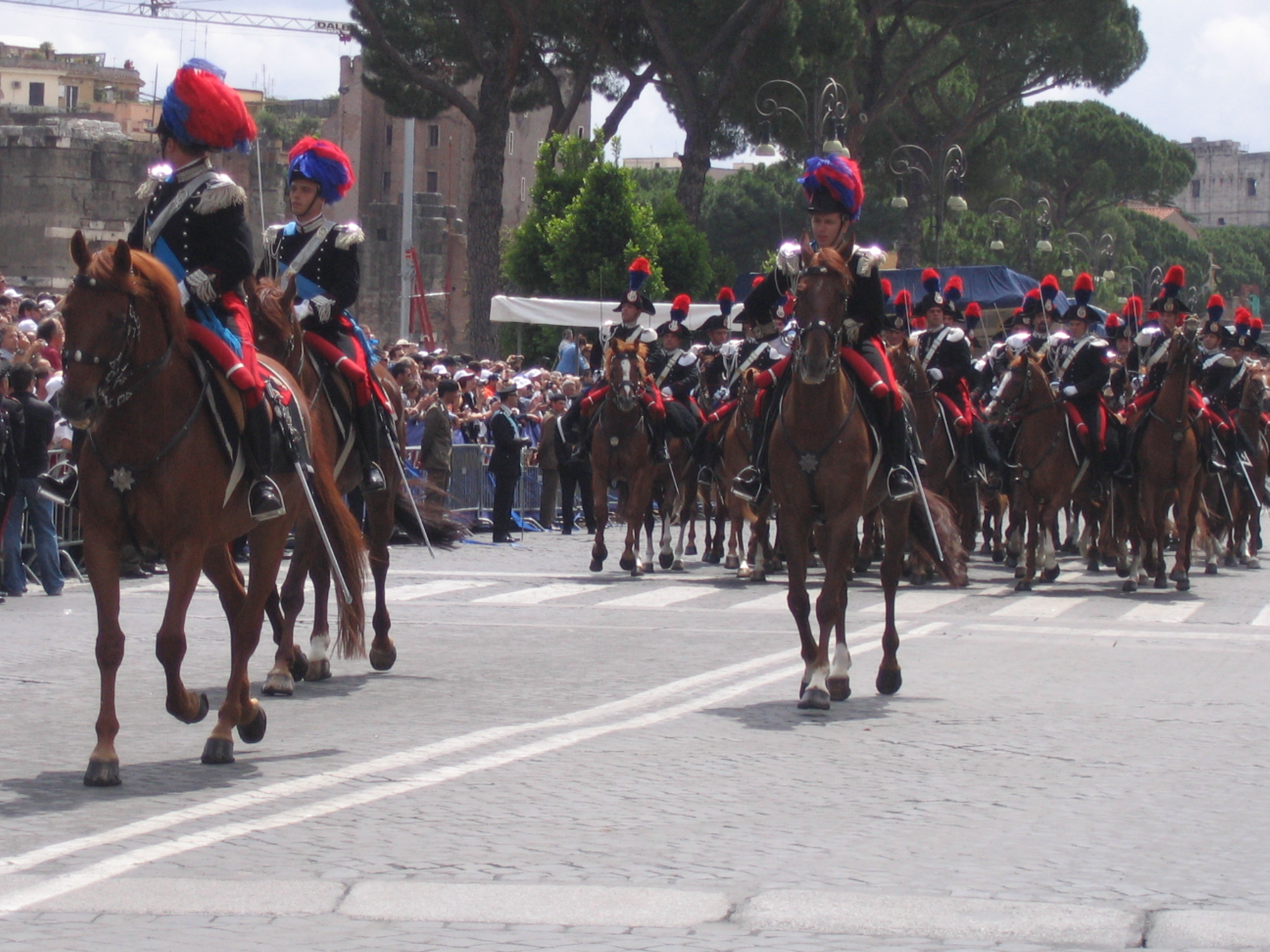
4º Reggimento carabinieri a cavallo alla parata militare durante la Festa della Repubblica Italiana del 2 giugno 2007

Una rivista militare (o una rivista navale) è una manifestazione durante la quale un'autorità ispeziona un insieme di soldati o di unità navali.

## Storia
In passato, la rivista aveva lo scopo di controllo fiscale: l'autorità ispezionava gli effettivi (ossia, i militari compresi nei ruoli dell'unità stessa), le armi, gli equipaggiamenti, le risorse materiali e animali di ogni genere, per accertare che le risorse corrispondessero quantitativamente a ciò per le quali il comandante riceveva i fondi dell'autorità governativa o regia. In seguito lo scopo della  rivista militare (o navale) è diventato quello di esibire le qualità degli effettivi (l'affiatamento, l'efficienza, la coesione morale, ecc.), l'ordinamento, le risorse (l'entità e qualità dei mezzi in dotazione), i prototipi, ecc. Le riviste vengono attuate pertanto in determinate ricorrenze (è il caso, per esempio, della sfilata militare del 2 giugno in Italia) in occasione di importanti visite di stato; in queste occasioni, il tragitto della sfilata è spesso sorvolato da una formazione aerea.

## Svolgimento
1. Rassegna: l'autorità che effettua la rivista percorre lo schieramento delle truppe (o delle unità navali) spostandosi davanti a queste, che rimangono  ferme e rendono gli onori;
2. Ammassamento: terminata la rassegna, le unità passate in rassegna si schierano in colonna o in linea di fila;
3. Sfilata (o parata): le truppe passano inquadrate, davanti all'autorità ferma, rendendogli onore (ossia, salutando o volgendo di scatto il capo verso di lui; gli equipaggi rendono onore con il «saluto alla voce», ossia lanciando tre volte un grido regolamentare);
4. Onori finali all'autorità.[2]